# Eccellenza Umbria 2008-2009
Il campionato italiano di calcio di Eccellenza regionale 2008-2009 è il diciottesimo organizzato in Italia. Rappresenta il sesto livello del calcio italiano ed il maggiore in ambito regionale.
Questo è il girone unico organizzato dal Comitato Regionale dell'Umbria.

## Squadre partecipanti
| Squadra                      | Città (provincia)                                          | Stagione 2007-08                                  |
| ---------------------------- | ---------------------------------------------------------- | ------------------------------------------------- |
| Angelana                     | Santa Maria degli Angeli di Assisi (PG)                    | 3° in Promozione Umbria/B, promossa dopo play off |
| Bastia                       | Bastia Umbra (PG)                                          | 10° in Eccellenza Umbria                          |
| Cannara                      | Cannara (PG)                                               | 7° in Eccellenza Umbria                           |
| Castel Rigone                | Castel Rigone di Passignano sul Trasimeno (PG)             | 5° in Eccellenza Umbria                           |
| Città di Castello            | Città di Castello (PG)                                     | 14° in Eccellenza Umbria, salvo dopo i play out   |
| Gabelletta                   | Terni                                                      | 8° in Eccellenza Umbria                           |
| Grifo Sant'Angelo Pontenuovo | Pontenuovo di Torgiano Sant'Angelo di Celle di Deruta (PG) | 12° in Eccellenza Umbria                          |
| Group Città di Castello      | Città di Castello (PG)                                     | 2° in Eccellenza Umbria                           |
| Gualdo                       | Gualdo Tadino (PG)                                         | 11° in Eccellenza Umbria                          |
| Massa Martana                | Massa Martana (PG)                                         | 13° in Eccellenza Umbria, salvo dopo i play out   |
| Narnese                      | Narni (TR)                                                 | 15° in Serie D/F, retrocessa dopo i play out      |
| Semonte                      | Semonte di Gubbio (PG)                                     | 6° in Eccellenza Umbria                           |
| Todi                         | Todi (PG)                                                  | 4° in Eccellenza Umbria                           |
| Torgiano                     | Torgiano (PG)                                              | 16° in Serie D/E, retrocesso dopo i play out      |
| Trestina                     | Trestina di Città di Castello (PG)                         | 3° in Eccellenza Umbria                           |
| Umbertide Tiberis            | Umbertide (PG)                                             | 1° in Promozione Umbria/A, promosso               |
| Valfabbrica                  | Valfabbrica (PG)                                           | 9° in Eccellenza Umbria                           |
| Voluntas Spoleto             | Spoleto (PG)                                               | 1° in Promozione Umbria/B, promossa               |

## Classifica finale
|  | Pos. | Squadra                      | Pt | G  | V  | N  | P  | GF | GS | DR  |
|  | ---- | ---------------------------- | -- | -- | -- | -- | -- | -- | -- | --- |
|  | 1.   | Group Città di Castello      | 73 | 34 | 21 | 10 | 3  | 56 | 24 | +32 |
|  | 2.   | Castel Rigone                | 73 | 34 | 22 | 7  | 5  | 59 | 28 | +31 |
|  | 3.   | Todi                         | 60 | 34 | 17 | 9  | 8  | 57 | 38 | +19 |
|  | 4.   | Bastia                       | 54 | 34 | 14 | 12 | 8  | 40 | 39 | +1  |
|  | 5.   | Trestina                     | 53 | 34 | 14 | 11 | 9  | 43 | 33 | +10 |
|  | 6.   | Narnese                      | 52 | 34 | 13 | 13 | 8  | 41 | 37 | +4  |
|  | 7.   | Semonte                      | 50 | 34 | 13 | 11 | 10 | 48 | 43 | +5  |
|  | 8.   | Città di Castello            | 48 | 34 | 11 | 15 | 8  | 36 | 31 | +5  |
|  | 9.   | Cannara                      | 45 | 34 | 13 | 6  | 15 | 41 | 41 | 0   |
|  | 10.  | Grifo Sant'Angelo Pontenuovo | 44 | 34 | 12 | 8  | 14 | 38 | 44 | -6  |
|  | 11.  | Gualdo                       | 44 | 34 | 11 | 11 | 12 | 38 | 37 | +1  |
|  | 12.  | Torgiano                     | 44 | 34 | 11 | 11 | 12 | 31 | 33 | -2  |
|  | 13.  | Gabelletta                   | 43 | 34 | 11 | 10 | 13 | 42 | 52 | -10 |
|  | 14.  | Voluntas Spoleto             | 39 | 34 | 10 | 9  | 15 | 41 | 46 | -5  |
|  | 15.  | Angelana                     | 37 | 34 | 8  | 13 | 13 | 35 | 42 | -7  |
|  | 16.  | Valfabbrica                  | 29 | 34 | 7  | 8  | 19 | 36 | 60 | -24 |
|  | 17.  | Umbertide Tiberis            | 25 | 34 | 5  | 10 | 19 | 29 | 55 | -26 |
|  | 18.  | Massa Martana                | 14 | 34 | 2  | 8  | 24 | 23 | 51 | -28 |

Legenda:

      Promossa in Serie D 2009-2010.
      Ammessa ai play-off nazionali.
 Ammesse ai play-off o ai play-out.
      Retrocessa in Promozione Umbria 2009-2010.
Regolamento:

Tre punti a vittoria, uno a pareggio, zero a sconfitta.
In caso di arrivo a pari punti fra due squadre per attribuire il 1º posto (promozione diretta), il 17º posto (retrocessione diretta), il 5º posto (ultimo utile per i play-off) ed il 13º posto (primo utile per i play-out) si effettua una gara di spareggio in campo neutro.
In caso di arrivo di due o più squadre a pari punti, la graduatoria verrà stilata secondo la classifica avulsa tra le squadre interessate, che prevede in ordine i seguenti criteri: 
- Punti negli scontri diretti
- Differenza reti negli scontri diretti
- Differenza reti generale
- Reti realizzate in generale
- Sorteggio

Note:

Il Group Città di Castello è stato promosso dopo aver vinto lo spareggio in campo neutro contro il Castel Rigone.
Il Castel Rigone è stato promosso in qualità di finalista della Coppa Italia Dilettanti (la vincitrice Virtus Casarano aveva vinto il proprio campionato).
Il Semonte ha rinunciato a fine stagione e non si è iscritto al successivo campionato.
In seguito alla promozione del Castel Rigone, i play off sono stati disputati dalle squadre classificate dal 3º al 6º posto.

## Risultati

### Tabellone
Ogni riga indica i risultati casalinghi della squadra segnata a inizio della riga, contro le squadre segnate colonna per colonna (che invece avranno giocato l'incontro in trasferta). Al contrario, leggendo la colonna di una squadra si avranno i risultati ottenuti dalla stessa in trasferta, contro le squadre segnate in ogni riga, che invece avranno giocato l'incontro in casa.
|                           | ANG | BAS | CAN | CAS | CIT | GAB | GRI | GRO | GUA | MAS | NAR | SEM | TOD | TOR | TRE | UMB | VAL | VOL |
| Angelana                  |     | 2-0 | 0-0 | 1-2 | 1-1 | 0-2 | 0-0 | 0-2 | 3-1 | 2-1 | 1-2 | 1-2 | 1-3 | 1-1 | 1-1 | 1-1 | 2-2 | 1-0 |
| Bastia                    | 0-0 |     | 3-1 | 0-2 | 0-0 | 3-2 | 0-0 | 1-1 | 1-0 | 1-0 | 1-0 | 1-1 | 0-2 | 1-0 | 2-2 | 2-2 | 3-3 | 2-0 |
| Cannara                   | 1-2 | 0-0 |     | 3-2 | 1-0 | 4-1 | 1-0 | 1-1 | 1-2 | 1-1 | 1-0 | 2-1 | 0-2 | 3-0 | 2-0 | 3-1 | 4-2 | 1-1 |
| Castel Rigone             | 1-0 | 3-0 | 2-0 |     | 2-2 | 5-0 | 2-1 | 1-1 | 1-0 | 3-1 | 0-0 | 1-1 | 3-1 | 1-0 | 1-4 | 3-2 | 6-0 | 3-2 |
| Città di Castello         | 1-3 | 1-2 | 1-0 | 1-0 |     | 2-0 | 0-1 | 0-0 | 2-1 | 1-1 | 1-1 | 1-1 | 2-0 | 1-1 | 1-2 | 3-2 | 0-0 | 1-1 |
| Gabelletta                | 2-2 | 3-2 | 2-1 | 1-1 | 2-2 |     | 1-1 | 1-2 | 3-2 | 0-0 | 0-1 | 1-4 | 1-2 | 2-0 | 0-0 | 1-2 | 0-3 | 2-1 |
| Grifo S.Angelo Pontenuovo | 0-1 | 2-3 | 2-1 | 1-1 | 0-2 | 1-2 |     | 1-3 | 2-0 | 3-0 | 0-0 | 0-1 | 2-2 | 1-0 | 1-0 | 2-1 | 3-2 | 1-3 |
| Group Città di Castello   | 2-1 | 3-0 | 2-0 | 2-0 | 2-0 | 2-1 | 4-1 |     | 2-2 | 4-1 | 1-1 | 4-2 | 0-0 | 1-0 | 2-0 | 0-0 | 3-1 | 1-1 |
| Gualdo                    | 0-0 | 2-0 | 2-1 | 0-1 | 0-0 | 2-2 | 1-2 | 0-3 |     | 2-1 | 2-0 | 2-2 | 1-1 | 1-1 | 1-1 | 3-1 | 3-0 | 1-0 |
| Massa Martana             | 1-2 | 0-1 | 1-2 | 0-1 | 1-1 | 0-0 | 2-1 | 0-1 | 1-1 |     | 1-1 | 1-2 | 0-2 | 1-2 | 2-3 | 1-2 | 2-0 | 1-2 |
| Narnese                   | 2-2 | 1-1 | 1-0 | 0-1 | 0-0 | 0-1 | 1-0 | 1-1 | 1-0 | 1-0 |     | 2-0 | 2-1 | 2-2 | 0-2 | 3-1 | 4-0 | 1-1 |
| Semonte                   | 1-1 | 1-2 | 3-2 | 1-2 | 2-1 | 1-1 | 0-1 | 2-0 | 0-1 | 3-1 | 1-3 |     | 2-2 | 1-3 | 0-0 | 2-2 | 1-0 | 2-1 |
| Todi                      | 2-1 | 2-1 | 1-1 | 0-1 | 1-2 | 1-2 | 1-1 | 1-0 | 1-0 | 0-0 | 4-2 | 3-2 |     | 4-1 | 0-2 | 4-0 | 2-0 | 3-0 |
| Torgiano                  | 1-0 | 0-0 | 0-1 | 2-3 | 2-0 | 1-1 | 1-0 | 2-0 | 0-1 | 1-0 | 1-1 | 0-0 | 1-1 |     | 0-1 | 0-0 | 0-0 | 2-0 |
| Trestina                  | 3-0 | 1-1 | 1-0 | 0-0 | 0-0 | 1-0 | 3-0 | 0-1 | 1-2 | 2-1 | 3-4 | 0-0 | 4-3 | 0-1 |     | 0-0 | 0-2 | 1-1 |
| Umbertide Tiberis         | 2-2 | 1-2 | 0-2 | 0-1 | 1-2 | 0-2 | 0-1 | 0-1 | 2-1 | 1-0 | 1-1 | 0-3 | 0-1 | 0-1 | 0-1 |     | 1-1 | 1-1 |
| Valfabbrica               | 1-0 | 0-1 | 2-0 | 0-2 | 1-3 | 2-1 | 3-3 | 1-2 | 0-0 | 1-0 | 1-2 | 0-1 | 1-2 | 1-3 | 1-2 | 4-1 |     | 2-2 |
| Voluntas Spoleto          | 1-0 | 1-3 | 2-0 | 3-1 | 0-1 | 1-2 | 2-3 | 1-2 | 0-0 | 1-0 | 4-0 | 1-2 | 2-2 | 3-1 | 3-2 | 0-1 | 1-0 |     |

## Spareggi

### Spareggio promozione
|                         | Risultati     |               | Luogo e data                      |
| ----------------------- | ------------- | ------------- | --------------------------------- |
| Group Città di Castello | 0-0 (4-3 dtr) | Castel Rigone | Ponte San Giovanni, 3 maggio 2009 |
|                         |               |               |                                   |

### Play-off

#### Tabellone
|  | Semifinali | Semifinali | Semifinali | Semifinali | Semifinali |  |  | Finale | Finale | Finale |  |
|  |            |            |            |            |            |  |  |        |        |        |  |
|  | 6          | Narnese    | 0          | 0          | 0          |  |  |        |        |        |  |
|  | 3          | Todi       | 1          | 1          | 2          |  |  | Todi   | Todi   | 1      |  |
|  | 5          | Trestina   | 1          | 0          | 1          |  |  | Bastia | Bastia | 2      |  |
|  | 4          | Bastia     | 0          | 1          | 1          |  |  |        |        |        |  |

#### Semifinali
|          | Risultati |          | Luogo e data                 |
| -------- | --------- | -------- | ---------------------------- |
| Narnese  | 0-1       | Todi     | Narni, 10 maggio 2009        |
| Todi     | 1-0       | Narnese  | Todi, 17 maggio 2009         |
|          |           |          |                              |
| Trestina | 1-0       | Bastia   | Trestina, 10 maggio 2009     |
| Bastia   | 1-0       | Trestina | Bastia Umbra, 17 maggio 2009 |
|          |           |          |                              |

#### Finale
|      | Risultati |        | Luogo e data                       |
| ---- | --------- | ------ | ---------------------------------- |
| Todi | 1-2       | Bastia | Ponte San Giovanni, 20 maggio 2009 |
|      |           |        |                                    |

### Play-out
|                  | Risultati |                  | Luogo e data                             |
| ---------------- | --------- | ---------------- | ---------------------------------------- |
| Valfabbrica      | 0-0       | Gabelletta       | Valfabbrica, 10 maggio 2009              |
| Gabelletta       | 1-0       | Valfabbrica      | Terni, 17 maggio 2009                    |
|                  |           |                  |                                          |
| Angelana         | 1-1       | Voluntas Spoleto | Santa Maria degli Angeli, 10 maggio 2009 |
| Voluntas Spoleto | 2-1       | Angelana         | Spoleto, 17 maggio 2009                  |
|                  |           |                  |                                          |